# 日本陸軍三長官
陸軍三長官（りくぐんさんちょうかん）是日本陸軍最高的三个职位。

## 定義
陸軍三長官一般指以下的三个职位的总称。
- 陸軍大臣
- 参謀総長
- 教育總監

## 概要
拥有陸軍三長官全部职位经验的人物有上原勇作、杉山元2人。